# 乙未事变
乙未事变， 又稱乙未之變或乙未八月之變，是指1895年日本人杀害朝鲜王朝国王高宗之明成皇后閔茲暎的事件。
日本通过乙未事变铲除试图通过沙俄对抗日本的明成皇后后，由此恢复金弘集亲日内阁，在朝鲜引发大规模反日义兵运动。朝鲜儒生领导农民义兵部队以“尊王攘夷”、“恢复国权”的名义攻克忠州、晋州等重镇，威胁大邱、元山、釜山乃至首都汉阳等大城市。朝鲜亲俄势力利用此次义兵运动，在俄罗斯帝国的支持下成功推翻金弘集亲日内阁。金弘集、郑秉夏、鱼允中等亲日派也在此次义兵运动中被民众打死:441-445。1897年10月，高宗改国号为「大韩帝国」。

## 背景

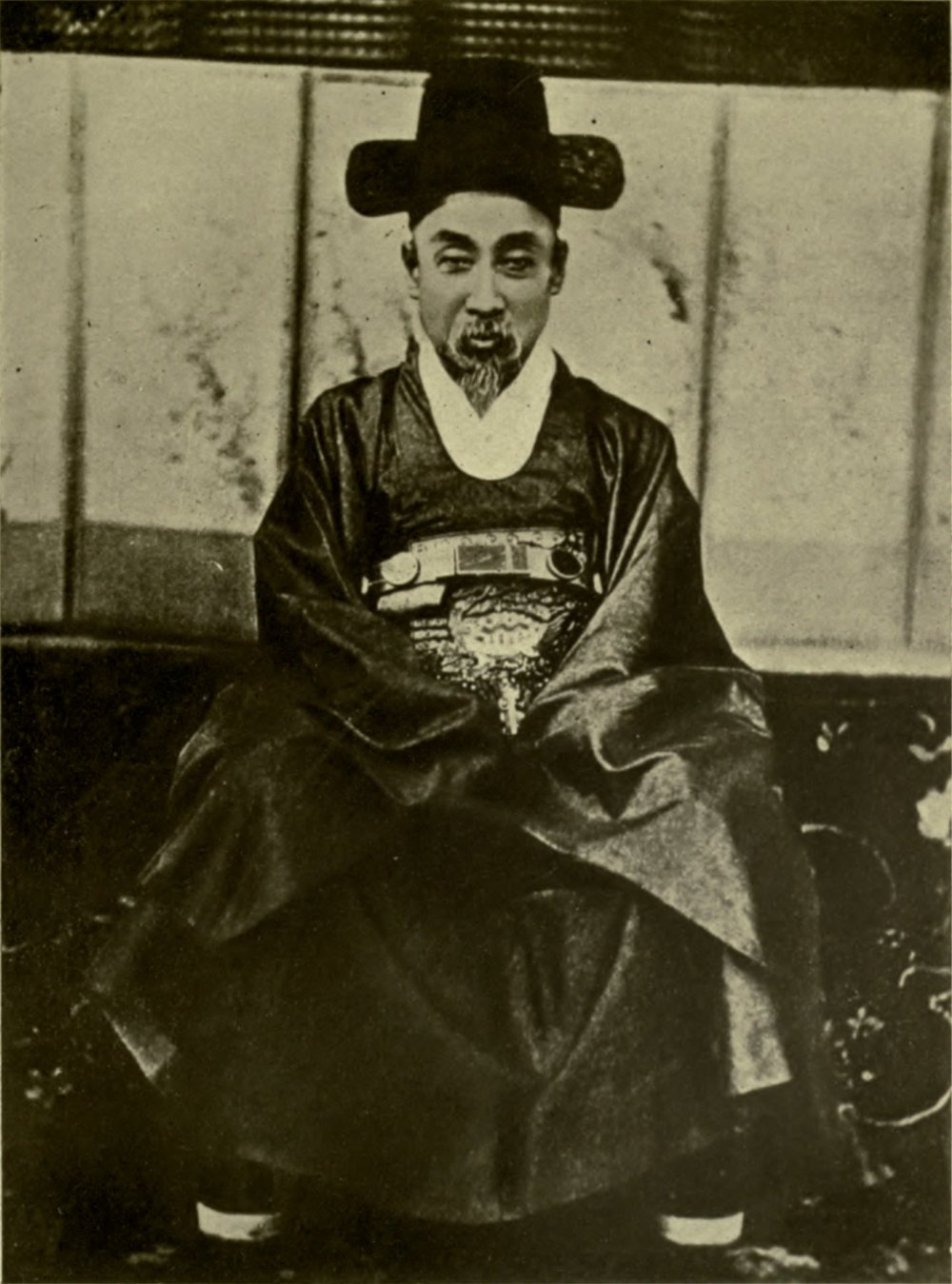
大院君，是朝鮮高宗的生父。

朝鲜闵妃与大院君（興宣大院君）争夺权力，此时日本刚以甲午戰爭击败中国，打算併吞朝鲜。闵妃引进帝俄势力，阻挠日本扩张。日本开始想以经济援助拉拢朝鲜，后又取消，激怒闵妃，闵妃排挤亲日派，倒向俄方，日本对此极其不满，想借大院君的旗号杀死闵妃。1895年9月5日井上馨向日本政府發电“本件（经济援助）早就向朝鲜国王和王妃允诺过，如果此事得不到落实，将会使后任者（三浦梧楼）无立足之地。”三浦梧楼抵达朝鲜（9月1日）后过了17天，井上馨才离开，他走后仅过20天发生乙未事变。崔文衡等韩国历史学家认为井上馨主导了乙未事变。
上任後，三浦说自己每日誦經念佛以麻痹闵妃，暗地和日本公使馆书记杉村濬、浪人冈本柳之助以及《汉城新报》（日本驻朝公使馆机关报纸）社长安达谦藏等人密谋。他们认为靠通常外交手段不能阻止俄国势力的发展，只有除去闵后才能使朝鲜王室和俄国公使韋貝的联系一刀两断，9月20日开始制订谋杀闵妃“狐狩”计划。计划10月10日举事，柴四郎和安达谦藏纠集在汉城的日本浪人。
“狐狩”这一名称可能来自亡命日本的開化黨領袖朴泳孝。朴泳孝主政时创建“训练队”，两个大队（874人）。日本武官楠瀨幸彥担任教官。王宫卫队是闵妃嫡系，不肯与训练队换防。闵妃驅逐朴泳孝后，7月17日将王宫卫队改编为“侍卫队”，玄兴泽出任联队长，美国人戴伊（W. M. Dye，又作茶伊）任教官。任命心腹洪启薰为训练队联队长，监视训练队。汉城开始有训练队要解散的消息。贞洞派骨干警务使李允用10月3日起不断挑唆巡检与训练队冲突，互有伤亡；10月6日，警务厅散布训练队夜里要来攻击的谣言。闵妃以训练队多次无理攻击巡检为由解散训练队。有传言闵妃准备将金弘集等亲日派全部刺杀，安插闵泳骏等外戚进政府。

## 过程

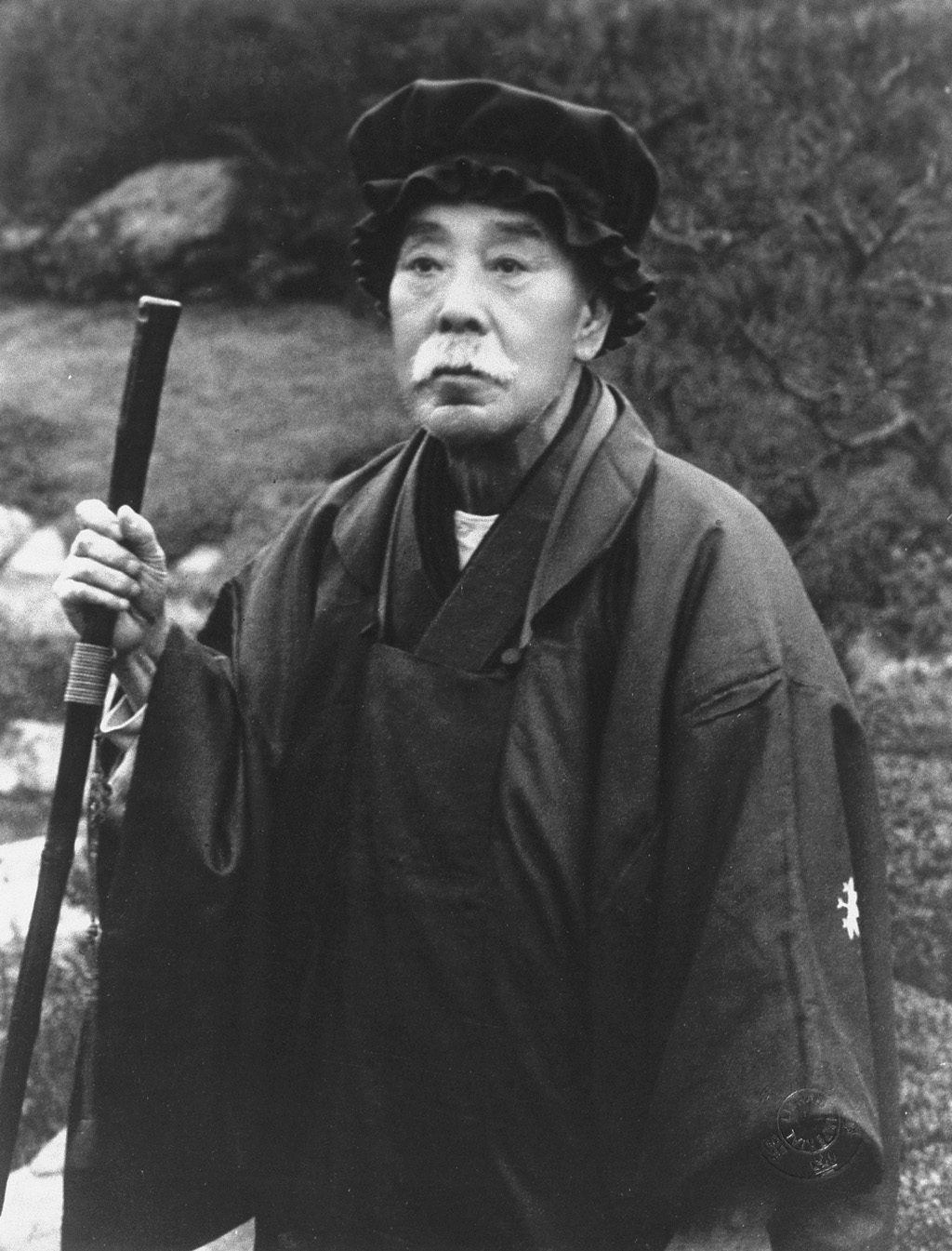
三浦梧楼

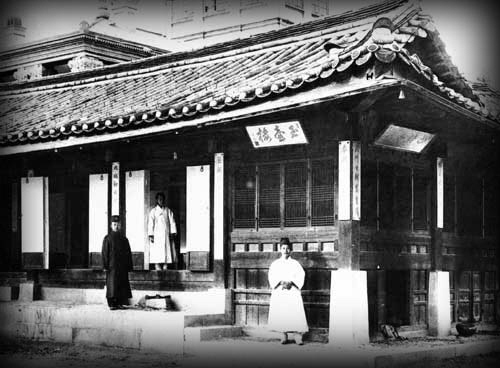
玉壶楼

日本新任驻朝鲜公使三浦梧楼1895年上任，随后主导此行动。1895年10月，三浦特派宫内府顾问日本人冈本柳之助与大院君联络，想借其名号杀害闵妃。
闵妃一派在10月7日，由军部大臣安駉壽访问三浦，向日方通报了关于第二天解散训练队的情况，此事件引起训练队的不满。军部前协办李周会、训练队大队长禹範善、李斗璜、李軫鎬等官员被认为亦参与了这个阴谋。安駉壽刚走，训练队第二大队长禹範善就来日本公使馆求援。三浦梧楼和公使馆书记杉村濬商议，“狐狩”计划于10月8日凌晨提前行动。
日本外交官内田定槌撰写的《赴任地回忆录》记录，宫内部和军方顾问冈本柳之助认为，最好拉拢大院君，由朝鲜人杀死闵妃。因此和堀口九万一一同去劝大院君，并得到了大院君的同意。
但到當晚，大院君却一直犹豫不决，不願从自家出来，一直拖到天快要亮的时候。因此早就備好轎子冈本柳之助和堀口九万一动员士兵强行把大院君拖拉出来並強行坐上轎子，一同前往王宮。10月8日凌晨，大量日本浪人挟持大院君进攻景福宫。宫中守备队长洪啟薰、军部大臣安駉壽率侍卫队一个中队的兵力奋起阻击，失利。前者战死，后者失踪。日本人冲入朝鲜王宫后，美國教官戴伊，指挥着20名侍卫进行抵抗，宫内大臣李敬植指挥着军队守卫乾清宫，但抵抗全部失败。日本人进入乾清宫中，抓住高宗，强迫高宗废黜闵妃，遭拒绝。宫内大臣李敬植保护国王和世子时被杀。闵妃扮成宫女，和宮女們逃到了坤寧宮通往長安堂的走廊。她們通過狹窄的走廊，即將抵達長安堂入口時，闵妃被追趕的刺客抓住，被拖到後院後，用劍刺死。有宫女指认了她的屍體，殺害王妃的是日軍少尉宮本竹太郞（Shigeyaki Kunimoto）。日本浪人把她的屍體移到坤寧合的玉壺樓，利用畫像確認了她的身份，並且在鹿山焚燒王妃的屍體。他們將焚燒後的殘骸扔到了乾清宮前的荷花池—香遠亭裡，但由於殘骸又浮出水面，遂又將其埋到了鹿山。

## 朝鮮人合作者
據日本方面資料記載，大院君的使者經常進入日本公使館。此外朝鮮軍一大隊長禹範善、二大隊長李鬥璜、三大隊長李軫鎬、前軍部次官李周會、國王衛隊副尉尹錫禹、日本公使館驛官樸銑等朝鮮人合作者協力。朝鮮士兵們也自願合作。不過，沒有任何證據顯示他們知道日本人要殺害明成皇後的計劃，只是與日本一起“舉事”，推戴大院君而已。
大院君當時從雲峴宮搬到漢城郊外孔德里別莊居住，閔妃不提供任何供給，派巡檢20人守在別莊外監控，大院君賣家產以維持生計。9月底開始，日本公使館數次派鈴木順見、堀口九萬一、岡本柳之助到孔德里別莊，勸說其參與。大院君三次下台有閔妃的影子，李埈镕入獄是閔妃示意樸泳孝制造的。日本記載大院君同意參與，（一說並不知是要殺死閔妃，只是推翻閔妃）而已。日本史料記載1895年10月5日，大院君當著子孫的面，在孔德里別莊與岡本柳之助達成了4項協議：雲峴輔佐高宗，監督宮廷；內政均委托於政府，不得干涉內政唯由，由金弘集、魚允中等組閣；李載冕安插在宮廷；李埈镕送日本留學。大院君使者洪顯哲等多次秘密出入日本公使館。10月8日淩晨，大院君策馬當先，進入宮廷，在康寧殿停頓，此時高宗打開窗戶，日本人沖入長安堂扯住高宗肩臂，在他身邊開槍，又毆打宮女，抓捕純宗，這時岡本柳之助闖入長安堂，將早已擬好的《王後廢位詔敕》丟給高宗，要高宗簽字，高宗拒簽。隨後大院君由康寧殿前往乾清宮長安堂與高宗面談，這時是6時10分左右。之後閔妃被殺害，大院君得知以後“拍手大笑”，事後還贈給日本人參與者19,000元的謝禮金。乙未事變當日清晨，漢城市內就遍貼大院君親筆署名的“告由文”：“近日群小壅蔽聰明，斥賢用奸，維新之大業將中途而廢，五百年之宗社一旦而危。余生於宗親之家，而不忍坐視，故今欲入闕，輔翼大君，主逐斥群邪，成就維新之大業，扶持五百年之宗社，以安爾等百姓；爾等百姓安其堵、守其業，勿為輕動。若爾等百姓兵士有阻我行者，則必有大罪，爾等悔而無及矣！開國五百四年八月二十日，國太公示。”又提議廢閔妃為庶人，李載冕擔任宮內府大臣。但俄國方面檔案則顯示大院君自事變發生後一直處於被日本人監禁的狀態。大院君向俄美公使透露他被軟禁在宮闕中。清朝《申報》：“各國公使鹹謂大院君年逾七旬，精神甚健，而只如土木偶人，任人移掇；故是禍惟日本屍之，於大院君無責也”。目前韓國史學界也普遍認為大院君在這次事件中是清白的。大院君被迫代表日本人與高宗談判，包括大院君與日本的協議、大院君的“告由文”都是強迫簽名或偽造的。
大院君一貫反日，三浦說：“像現在這樣放任不管，朝鮮就要逐漸被俄國奪去。大院君貪權反覆，以後再研究制服他的辦法，目前無暇顧及。”乙未事變後由金弘集組閣，大院君未掌權，樸殷植將大院君比喻為趙盾，認為大院君是替罪羊，對大院君沒有力抗日本表示感慨和批評。
朝鮮訓練隊第二大隊長禹範善參與對閔妃毀屍工作。閔妃的屍體被燒得只剩下幾塊骨頭。禹範善命令部下尹錫禹將骨頭全部丟進香遠亭池塘，並說是宮女的屍體。尹錫禹察覺有異，又聽傳說閔妃被殺，因此便沒按禹範善的要求做，將其埋在了宮中五雲閣附近的西峰下。

## 事后

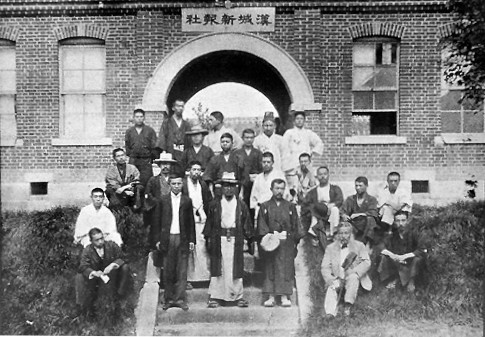
汉城新报社门前的凶手们

此事件引起国际谴责。日本将这些人遣返回国。因此事被起訴而對簿公堂的日本人共有56人。其中，被分類為“民間浪人”的有32人。特別是，九州地方士族出身的人士比較多。動員這些人的機關是當時在漢城用日語發行的報紙——《漢城新報》。《漢城新報》是用日本外務省資金運營的日本公使館機關報。當時，大多數兇手是該報社記者或正住在該報社。，这些浪人（大陆浪人），基本属于玄洋社和熊本国权党右翼团体。这些日本人并非无赖，有的是知识分子和政府官员，如冈本柳之助是日本的炮兵少佐，也是朝鲜宫内府顾问官；国友重章是《汉城新报》主编；安达谦藏是《汉城新报》社长，后来跻身内阁；柴四郎是個學者，在美国哈佛大学和宾州大学学习经济学，撰著《佳人之奇遇》等政治小说。还有日本公使馆书记杉村濬、日本陆军中佐兼朝鲜军部顾问楠濑幸彦、日本领事官补堀口九万一等人，“俄国势力滔滔侵入朝鲜半岛的根源，实养成于宫廷中一女性闵妃一颦一笑之间。不知道可怕的东亚之祸源正培养于其处，她一心驱除日本之势力，毫不介意可怕的将来之祸。救东亚、救朝鲜的眼前唯一之捷径就是埋葬闵妃。杀掉闵妃！埋葬闵妃！这是当时留居京城（汉城）志士的呼声。”但此后凶手被法庭认为无罪。。
10月10日，在日本人的胁迫下，高宗颁布了《王后废位诏敕》称：
朕临御三十二年，治化尚未普洽，而王后闵氏，援引其亲党，布置朕之左右。壅蔽朕之聪明，剥割人民；浊乱朕之政令，鬻卖官爵。贪虐遍于地方而盗贼四起，宗社岌岌危殆。朕知其恶之已极而不能斥罚者，诚由朕之不明，亦顾忌其党与也。朕欲遏抑其势，于上年十二月宗庙誓告文有曰：后嫔宗戚勿许干政，以冀其闵氏之改悟。而闵氏犹不悛旧恶，与其党与及群小之辈潜相引进，伺察朕之动静，防遏国务大臣之引接。又矫朕旨，欲解散朕之国兵，激起是乱。及其变出，离朕而避其身，蹈袭壬午往事，访求而不为出现，是不啻不称于壸位之爵德而已，其罪恶贯盈，不可承先王宗庙，朕不得已谨仿朕家故事，废王后闵氏貶廢庶人。”。
次日，王太子李坧上疏请求退位，于是高宗便下诏说：“顾念王太子诚孝与情理，庶人闵氏，特赐嫔号。”此后，日本人又指使亲日政权为高宗上“皇帝”尊号，并拟定于10月22日（阴历九月二十日）举行登基大典，以此为契机另立新皇后。
《赴任地回忆录》记载，朝鲜当局审理王后被刺杀事件时，认为罪犯是朝鲜人，而该犯人已被处决，因此日本法院不需要审理此案。最后，其他嫌疑人都被判无罪。
这一事件令高宗倒向俄羅斯帝國。高宗下令逮捕朝鲜亲日大臣。根据1903年俄罗斯特命全权公使韋貝向本国报告的《1898年前后的韩国报告》，高宗认为自己安全受到威胁。韋貝在1895年10月25日驻朝外交团会议召开之际，当面受到日本公使高村的威胁，“我带领50名士兵代替军部逮捕赵义渊后，将解散训练队的武装。”韋貝27日从俄罗斯外交部得到了许可，“根据阁下的判断，批准一切保护高宗于阴谋家威胁的措施。”11月19日高宗写亲笔信给韋貝，请求俄罗斯支援宫殿守卫，但俄罗斯没有直接派遣衛兵進宫，而日本哨兵在宫中监视高宗，甚至像对待俘虏一样。1896年2月，高宗與世子李坧搭乘轎子逃進俄國公使館，是為俄馆播迁，当天早晨数千名朝鲜人民涌进俄罗斯公使馆区域内。平民、王公、貴族、士大夫、军人、警察庆祝高宗逃入俄使馆，挤满了整条大街，群情激憤，日本政府为了在愤怒的群众中捍卫日本人，把驻军迁往了漢城南部。
1897年10月，高宗稱帝，宣布改国号为大韩帝国，改建阳二年为光武元年，封王世子为皇太子，追封闵妃为明成太皇后。
2005年5月，有凶手宮本竹太郞（Shigeyaki Kunimoto）后代到韩国谢罪。

### 引用
1. ↑  朱庭光 主编 (编). . 重庆: 重庆出版社. 1986年.
2. ↑  金光洙. . 《延边大学学报（哲学社会科学版）》. 1979年, (第3期).
3. ↑  《日本外交文书》卷28，第1册，第377页。
4. ↑  .   [2009-10-11]. （原始内容存档于2013-10-05）.
5. ↑  .   [2010-10-08]. （原始内容存档于2014-08-20）.
6. ↑  从“玄洋社”到“黑龙会”——日本民间谍报组织秘史 （页面存档备份，存于），《世界军事》
7. ↑  .   [2013-05-06]. （原始内容存档于2014-08-20）.
8. ↑  《日本外交文書》卷28，第2冊，第558頁
9. ↑  日本外務省編《韓國王妃殺害一件》卷3，第217頁。
10. ↑  李英淑編．《明成皇後弒害事件·俄國秘密文書》 書林齋，2005年：第32頁．
11. ↑  李光麟〈閔妃和大院君〉，崔文衡編《明成皇後弒害事件》，第267頁
12. ↑  《申報》，光緒二十一年八月二十四日
13. ↑  崔文衡撰，李宗勳譯〈明成皇後被害事件再考〉，鄭判龍，李鐘殷編《朝鮮-韓國文化與中國文化》（中國社會科學出版社，1995年），第205頁。
14. ↑  杉村濬《明治廿七八年在韓苦心錄》，第172頁。
15. ↑  樸殷植《韓國痛史》第二編，第104頁：“……日人窺此，說之以匡濟時艱、扶護宗社。大院君不肯者再三，終不克據義痛斥，而為彼傀儡，不免於趙盾之誅。嗚呼！感情之蔽，良心乃至於此耶？”
16. ↑  .   [2009-10-11]. （原始内容存档于2007-01-27）.
17. ↑  葛生能久《东亚先觉志士记传》上，第522页。
18. ↑  新聞集成　明治編年史　第九巻　日清戦争期 時事　1986年1月23日記事
19. ↑  『高宗实録 乙未（三十二）年八月二十二日』
20. ↑  .   [2015-11-01]. （原始内容存档于2015-11-18）.
21. ↑  .   [2009-10-11]. （原始内容存档于2012-01-13）.
22. ↑  .   [2023-08-27]. （原始内容存档于2023-08-27）.